# Mario Cervi
Mario Cervi (Crema, 25 marzo 1921 – Milano, 17 novembre 2015) è stato un giornalista, saggista e storico italiano.

## Biografia
Durante la seconda guerra mondiale, nel 1942, fu sottotenente nella 2ª compagnia del 479º battaglione costiero, di presidio ad un piccolo paese greco, Boiati, sito una ventina di chilometri a nord di Atene. Dopo l'8 settembre del 1943, venne fatto prigioniero dai tedeschi ed internato.
La sua vita professionale fu segnata da due periodi: il Corriere della Sera e il Giornale. Iniziò la carriera di giornalista nel 1945 come cronista del Corriere. Primo incarico "il giro dei commissariati (...) poi inviatino" [sic]. "Mi affidavano i servizi rifiutati dagli inviati di grido, che erano Indro Montanelli, Orio Vergani, Enrico Emanuelli, Max David, Dino Buzzati".
In poco tempo Cervi si fece notare come una delle migliori penne emergenti e venne mandato in giro per il mondo, facendosi apprezzare per i suoi reportage. Come inviato speciale si occupò di cronaca giudiziaria, seguendo i grandi processi. Fu testimone di importanti avvenimenti esteri: dalla crisi di Suez (1956) al golpe dei colonnelli in Grecia (1967), al golpe di Augusto Pinochet in Cile (1973); Cervi fu uno dei tre giornalisti italiani presenti a Santiago il giorno della morte di Salvador Allende. Assistette anche all'invasione turca di Cipro (1974).
Nel giugno del 1974 lasciò il Corriere della Sera per fondare, insieme a Indro Montanelli ed altri, il Giornale. Cervi fu editorialista e inviato, poi anche vicedirettore con Montanelli col quale ebbe un consolidato rapporto di amicizia e collaborazione. Scrisse insieme a Montanelli undici volumi della celebre collana Storia d'Italia e il saggio Milano ventesimo secolo. Cervi seguì il suo direttore anche nell'esperienza de La Voce; dopo la chiusura del quotidiano collaborò con i giornali del gruppo Monti (il Resto del Carlino e La Nazione), per poi tornare a Il Giornale come editorialista, accettandone la direzione dopo l'abbandono di Vittorio Feltri.
Lasciata la direzione nel 2001 al suo braccio destro e operativo Maurizio Belpietro, continuò la sua collaborazione come editorialista. Per molti anni aveva curato anche una rubrica politica sul settimanale Gente.
Nel 2007 ottenne il Premio Boffenigo per il Giornalismo (giunto quell'anno alla 5ª edizione), conferitogli il 15 settembre 2007 a Costermano sul lago di Garda.
Il suo ultimo libro pubblicato, in collaborazione con Luigi Mascheroni, è Gli anni del piombo. Il titolo è volutamente ambiguo: da un lato il piombo che si usava per stampare e dall'altro un simbolo che richiama l'epoca buia del terrorismo.
Nel 2013 è stato designato tra i vincitori del Premio Biagio Agnes, il Premio Internazionale dell'Informazione. Nello specifico ha ricevuto il premio alla carriera.
Mario Cervi muore il 17 novembre del 2015. Alla sua morte è stato ricordato da tutti i giornali italiani come una personalità geniale ed elegante. Nel 2019 il suo nome viene iscritto, nella tradizionale cerimonia del 2 novembre, nel pantheon di Milano, tra i milanesi illustri.

## Opere
- L'Aviatore, Firenze, Vallecchi, 1963.
- Storia della guerra di Grecia, Milano, Sugar, 1965; Collana Gli Oscar n.234, Milano, A. Mondadori, settembre 1969; Orpheus Libri, 1970; Milano, Rizzoli, 1986; Collana Saggi, Milano, BUR, 2001.
- La Giustizia in Italia, Milano, Longanesi, 1968.
- Dove va la Grecia? Dal colpo di Stato al referendum, Milano, Mursia, 1968.
- L'8 settembre, a cura di, Milano, A. Mondadori, 1973.
- Caporetto, a cura di, Milano, A. Mondadori, 1974.
- Eisenhower, Novara, Istituto Geografico De Agostini, 1977.
- La piovra corporativa. Vizi e misfatti della perversione burocratica e clientelare, Milano, Editoriale Nuova, 1978.
- Due secoli di guerre, con Indro Montanelli, 10 voll., Milano, Editoriale Nuova, 1980-1983.
- L'energia e la storia, con Indro Montanelli, Roma, Ente Nazionale per l'Energia Elettrica, 1986.
- Milano Ventesimo secolo. Storia della capitale morale da Bava Beccaris alle Leghe, con Indro Montanelli, Milano, Rizzoli, 1990. ISBN 88-17-42727-6; ed. riveduta, ampliata e aggiornata all'anno 2000, Milano, BUR, 2002, ISBN 88-17-11719-6.
- L'Italia nella seconda guerra mondiale (1940-1942), con Indro Montanelli, Milano, Rizzoli, 1990.
- Mussolini. Album di una vita, a cura di, Milano, Rizzoli, 1992. ISBN 88-17-85305-4.
- 25 luglio - 8 settembre '43. Album di una disfatta, a cura di, Milano, Rizzoli, 1993. ISBN 88-17-84258-3.
- I vent'anni del "Giornale" di Montanelli. 25 giugno 1974 - 12 gennaio 1994, con Gian Galeazzo Biazzi Vergani, Milano, Rizzoli, 1994. ISBN 88-17-84323-7.
- Salò. Album della Repubblica di Mussolini, a cura di, Milano, Rizzoli, 1995. ISBN 88-17-84399-7.
- Il duca invitto. Emanuele Filiberto di Savoia e la storia della sua Terza Armata mai sconfitta, Milano, Il Giornale, 2005.
- Sprecopoli. Tutto quello che non vi hanno mai detto sui nuovi sprechi della politica, con Nicola Porro, Milano, Mondadori, 2007. ISBN 978-88-04-57346-3.
- Gli anni del piombo. L'Italia fra cronache e storia, con Luigi Mascheroni, Milano, Mursia 2009, ISBN 978-88-425-4110-3.
- Ti ricordi, Indro? Montanelli visto e raccontato da un grande amico. «Così iniziammo ad andare Controcorrente», Collana Firme fuori dal coro, Milano, Il Giornale, 2017.
- Giù le mani da Indro. Perchè nessuno, e soprattutto la sinistra, può permettersi di strumentalizzare Montanelli, Collana Firme fuori dal coro, Milano, Il Giornale, 2017.
- «Il giornalismo, la mia vita». Reportage, interviste e ritratti di una grande firma del «Giornale» (1974-2015), Milano, Il Giornale, 2021.

### La Storia d'Italia con Indro Montanelli
- L'Italia Littoria (1925-1936), Milano, Rizzoli, 1979.
- L'Italia dell'Asse (1936-10 giugno 1940), Milano, Rizzoli, 1980.
- L'Italia della disfatta (10 giugno 1940 - 8 settembre 1943), Milano, Rizzoli, 1982.
- L'Italia della guerra civile (8 settembre 1943-9 maggio 1946), Milano, Rizzoli, 1983, ISBN 88-17-42723-3.
- L'Italia della Repubblica (2 giugno 1946-18 aprile 1948), Milano, Rizzoli, 1985, ISBN 88-17-42022-0.
- L'Italia del miracolo (14 luglio 1948-19 agosto 1954), Milano, Rizzoli, 1987, ISBN 88-17-42725-X.
- L'Italia dei due Giovanni (1955-1965), Milano, Rizzoli, 1989, ISBN 88-17-42726-8.
- L'Italia degli anni di piombo (1965-1978), Milano, Rizzoli, 1991, ISBN 88-17-42805-1.
- L'Italia degli anni di fango (1978-1993), Milano, Rizzoli, 1993, ISBN 88-17-42729-2.
- L'Italia di Berlusconi (1993-1995), Milano, Rizzoli, 1995, ISBN 88-17-42810-8.
- L'Italia dell'Ulivo (1995-1997), Milano, Rizzoli, 1997, ISBN 88-17-42810-8.
- L'Italia del Novecento, Milano, Rizzoli, 1998, ISBN 88-17-86014-X.
- L'Italia del Millennio. Sommario di dieci secoli di storia, Milano, Rizzoli, 2000, ISBN 88-17-86608-3.